# اچ‌دی ۸۷۸۸۳
اچ‌دی ۸۷۸۸۳ یک ستاره است که در صورت فلکی شیر کوچک قرار دارد.